# نيك شهر
نيك شهر (بالفارسية: نیک‌شهر) هي مدينة تقع في إيران في سيستان وبلوتشستان. يقدر عدد سكانها بـ 13,267 نسمة .